# Marlene Elejarde
Marlene Elejarde, född den 3 juni 1951 i Marianao, Kuba, död 29 april 1989, var en kubansk friidrottare inom kortdistanslöpning.
Hon tog OS-brons på 4 x 100 meter vid friidrottstävlingarna 1972 i München. 
Elejadre avled I en bilolycka år 1989.